# Premiership Rugby
Premiership Rugby (kurz: PREM Rugby) ist die höchste Spielklasse der Männer im englischen Rugby Union. Sie trägt den offiziellen Namen Gallagher PREM Rugby, benannt nach dem aktuellen Hauptsponsor Arthur J. Gallagher & Co., einem Unternehmen der Versicherungs- und Risikomanagementbranche. Die professionelle Liga wurde zur Saison 1987/88 eingeführt und wird vom englischen Rugbyverband Rugby Football Union (RFU) sowie der Premier Rugby Limited (PRL) in Form eines Joint Ventures namens England Rugby Limited (ERL) organisiert. In der Liga sind zehn Vereine vertreten.

## Liganamen
- 1987–1997: Courage League National Division One
- 1997–2001: Allied Dunbar Premiership
- 2001–2005: Zurich Premiership
- 2005–2010: Guinness Premiership
- 2010–2018: Aviva Premiership
- 2018–2025: Gallagher Premiership
- seit 2025: Gallagher PREM Rugby

## Modus

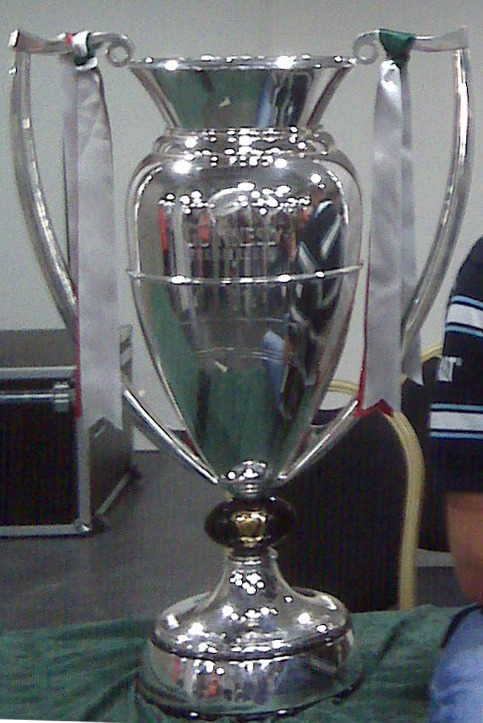
Pokal von Premiership Rugby

In der Premiership werden im Ligasystem, bei dem jeder Verein in Hin- und Rückspielen gegen jeden anderen Verein antritt, die vier Teilnehmer der Play-offs sowie die sechs Teilnehmer des höchsten Europapokalwettbewerbs European Rugby Champions Cup ausgespielt. Der Englische Rugbymeister wird am Ende der regulären Spielzeit durch die Play-offs ermittelt. Alle anderen sechs Mannschaften, die sich nicht für den Heineken Cup qualifizieren konnten, nehmen automatisch am zweiten Europapokalwettbewerb namens EPCR Challenge Cup teil. Der Letzte steigt in die Champ Rugby ab, die seit 2009 die zweithöchste Spielklasse unterhalb der Gallagher Premiership bildet, und ebenfalls eine reine Profiliga ist.

## Geschichte
Die RFU sträubte sich viele Jahre gegen die Einführung von Ligen. Sie befürchtete, dadurch würde der Druck auf die Vereine steigen, ihre Spieler bezahlen zu müssen und somit das Amateur-Ethos zu brechen. Stattdessen organisierten die Vereine Freundschaftsspiele und führten traditionelle Begegnungen durch. Die einzigen organisierten Turniere in England waren der County Cup und das County Championship – ersterer für Vereinsmannschaften, letzteres für die Auswahlmannschaften der Grafschaften. Der Daily Telegraph und einige Regionalzeitungen wie die Yorkshire Post veröffentlichten Listen, welche die Leistungen der einzelnen Mannschaften im Laufe einer Saison abschätzten.
1972 beschloss die RFU die Einführung eines nationalen Pokalwettbewerbs, der heute unter dem Namen Anglo-Welsh Cup bekannt ist. Es folgten regionale Wertungstabellen und schließlich Mitte der 1980er Jahre eine nationale Wertungstabelle. Schließlich wurde 1987 die Courage League eingeführt. In der ersten Saison vereinbarten die Vereine die Anspielzeiten unter sich. Das neue Ligensystem erwies sich als großer Erfolg, vor allem die Mannschaften in den oberen Ligen verzeichneten höhere Zuschauerzahlen, ein größeres Engagement von Sponsoren und aufgrund der regelmäßig stattfindenden Spiele einen Anstieg des Leistungsniveaus. Die Befürchtungen, eine Liga könnte zu mehr Gewalt auf dem Spielfeld führen, erwiesen sich als weitgehend unbegründet.
In der darauf folgenden Saison 1988/89 übernahm die RFU selber die Saisonplanung und legte die Spieltage fest. In den ersten Jahren gab es noch keine feste Struktur mit Heim- und Auswärtsspielen, da die Mannschaften damals nur einmal gegeneinander antraten. Erst 1994 erfolgte die Einführung eines vollen Programms mit jeweils einem Heim- und einem Auswärtsspiel gegen jede andere Mannschaft. In der Saison 1994/95 übertrug Sky Sports erstmals Spiele live am Fernsehen. Diese Zusammenarbeit dauert bis heute an. Auf die Saison 1996/97 hin wandelte sich die Amateurliga in eine Profiliga. In der Saison 2000/01 wurde eine Vorschlussrunde, ein so genanntes Play-off eingeführt, an dem sich die vier besten Mannschaften der regulären Saison beteiligen.

## Finanzen

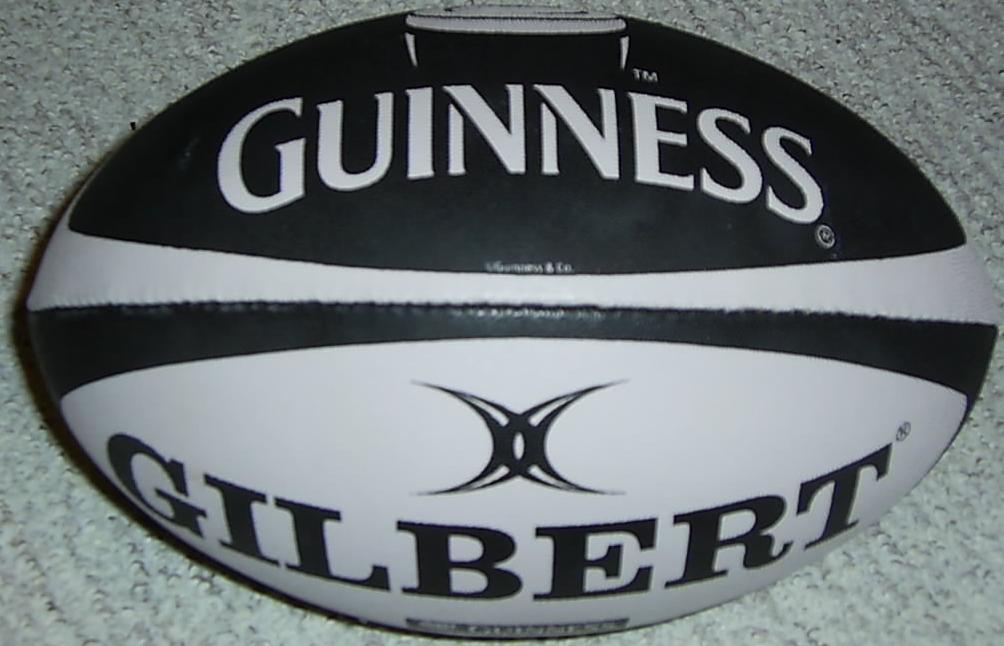
Der offizielle Spielball der Guinness Premiership 2007/08

Vereine in der Premiership dürfen pro Saison 2,25 Millionen Pfund Sterling ausgeben, um ihre Spieler zu bezahlen. Bis zur Saison 2004/05 betrug dieser Salary Cap noch zwei Millionen Pfund. Zusätzlich zahlt die Rugby Football Union den Vereinen eine Entschädigung von £ 30.000 für jeden englischen Spieler, unter der Bedingung, dass dieser für internationale Spiele freigestellt wird. Problematisch ist aber, dass Topspieler weit mehr als diese £ 30.000 wert sind und manche Vereine deshalb ihre besten Spieler nicht während der ganzen Saison einsetzen, um so das Verletzungsrisiko zu minimieren.
Während der Saison 2006/07 besuchten 1.539.334 Zuschauer die 135 Meisterschaftsspiele, was einem Schnitt von 11.402 entspricht. Dies war mehr als die Hälfte mehr als noch in der Saison 2001/02, als der Schnitt noch 7.490 Zuschauer pro Spiel betrug. Dieser Anstieg ist hauptsächlich auf den Erfolg der englischen Nationalmannschaft bei der Weltmeisterschaft 2003 zurückzuführen.

## Teilnehmer
Die folgenden zehn Clubs spielen in der Saison 2025/26 in der Premiership:
| Club               | Gründung | Stadion                             | Plätze | Stadt/Region                  |
| ------------------ | -------- | ----------------------------------- | ------ | ----------------------------- |
| Bath Rugby         | 1865     | Recreation Ground                   | 14.509 | Bath, Somerset                |
| Bristol Bears      | 1888     | Ashton Gate Stadium                 | 27.000 | Bristol, Avon                 |
| Exeter Chiefs      | 1871     | Sandy Park                          | 15.600 | Exeter, Devon                 |
| Gloucester Rugby   | 1873     | Kingsholm Stadium                   | 16.115 | Gloucester, Gloucestershire   |
| Harlequins         | 1866     | Twickenham Stoop                    | 14.800 | Twickenham, London            |
| Leicester Tigers   | 1880     | Welford Road Stadium                | 25.849 | Leicester, Leicestershire     |
| Newcastle Falcons  | 1877     | Kingston Park                       | 10.200 | Newcastle, Tyne and Wear      |
| Northampton Saints | 1880     | Cinch Stadium at Franklin’s Gardens | 15.249 | Northampton, Northamptonshire |
| Sale Sharks        | 1861     | Salford Community Stadium           | 12.000 | Salford, Greater Manchester   |
| Saracens           | 1876     | StoneX Stadium                      | 10.500 | Hendon, London                |

## Meister
| - 1987/88: Leicester Tigers - 1988/89: Bath Rugby - 1989/90: Wasps FC - 1990/91: Bath Rugby - 1991/92: Bath Rugby - 1992/93: Bath Rugby - 1993/94: Bath Rugby - 1994/95: Leicester Tigers - 1995/96: Bath Rugby - 1996/97: London Wasps - 1997/98: Newcastle Falcons - 1998/99: Leicester Tigers - 1999/00: Leicester Tigers - 2000/01: Leicester Tigers - 2001/02: Leicester Tigers - 2002/03: London Wasps - 2003/04: London Wasps - 2004/05: London Wasps - 2005/06: Sale Sharks | - 2006/07: Leicester Tigers - 2007/08: London Wasps - 2008/09: Leicester Tigers - 2009/10: Leicester Tigers - 2010/11: Saracens - 2011/12: Harlequins - 2012/13: Leicester Tigers - 2013/14: Northampton Saints - 2014/15: Saracens - 2015/16: Saracens - 2016/17: Exeter Chiefs - 2017/18: Saracens - 2018/19: Saracens - 2019/20: Exeter Chiefs - 2020/21: Harlequins - 2021/22: Leicester Tigers - 2022/23: Saracens - 2023/24: Northampton Saints - 2024/25: Bath Rugby |

## Play-off-Endspiele
Traditionell wird das Endspiel im Londoner Twickenham Stadium ausgetragen. Bis zur Saison 2002/03 wurde die Meisterschaft im Ligamodus entschieden.
| Datum         | Begegnung                             | Ergebnis   | Zuschauer    |
| ------------- | ------------------------------------- | ---------- | ------------ |
| 31. Mai 2003  | London Wasps – Gloucester RFC         | 39:3       | 42.000       |
| 29. Mai 2004  | London Wasps – Bath Rugby             | 10:6       | 59.500       |
| 14. Mai 2005  | London Wasps – Leicester Tigers       | 39:14      | 66.000       |
| 27. Mai 2006  | Sale Sharks – Leicester Tigers        | 45:20      | 58.000       |
| 12. Mai 2007  | Leicester Tigers – Gloucester RFC     | 44:16      | 59.000       |
| 31. Mai 2008  | London Wasps – Leicester Tigers       | 26:16      | 81.600       |
| 16. Mai 2009  | Leicester Tigers – London Irish       | 10:9       | 81.601       |
| 29. Mai 2010  | Leicester Tigers – Saracens           | 33:27      | 81.600       |
| 28. Mai 2011  | Saracens – Leicester Tigers           | 22:18      | 80.016       |
| 26. Mai 2012  | Harlequins – Leicester Tigers         | 30:23      | 81.779       |
| 25. Mai 2013  | Leicester Tigers – Northampton Saints | 37:17      | 81.703       |
| 31. Mai 2014  | Northampton Saints – Saracens         | 24:20 n.V. | 81.193       |
| 30. Mai 2015  | Saracens – Bath Rugby                 | 28:16      | 80.589       |
| 28. Mai 2016  | Saracens – Exeter Chiefs              | 28:20      | 76.109       |
| 27. Mai 2017  | Exeter Chiefs – Wasps                 | 23:20 n.V. | 79.657       |
| 26. Mai 2018  | Saracens – Exeter Chiefs              | 27:10      | 75.128       |
| 1. Juni 2019  | Saracens – Exeter Chiefs              | 37:34      | 75.329       |
| 24. Okt. 2020 | Exeter Chiefs – Wasps                 | 19:13      | Geisterspiel |
| 26. Juni 2021 | Harlequins – Exeter Chief             | 40:38      | 10.000       |
| 18. Juni 2022 | Leicester Tigers – Saracens           | 15:12      | 72.748       |
| 27. Mai 2023  | Saracens – Sale Sharks                | 35:25      | 61.875       |
| 8. Juni 2024  | Northampton Saints – Bath Rugby       | 25:21      | 81.669       |
| 14. Juni 2025 | Bath Rugby – Leicester Tigers         | 23:21      | 81.708       |

## Zuschauerzahlen
Mit den Jahren stiegen die Besucherzahlen fast kontinuierlich an. In der Saison 2016/17 überschritt die Gesamtzahl erstmals die Zwei-Millionen-Marke und der Schnitt lag über 15.000 Zuschauer pro Spiel.
| Saison  | Gesamt    | Schnitt |
| ------- | --------- | ------- |
| 2002/03 | 1.183.972 | 8.518   |
| 2003/04 | 1.241.557 | 9.062   |
| 2004/05 | 1.481.355 | 10.813  |
| 2005/06 | 1.483.920 | 10.922  |
| 2006/07 | 1.598.734 | 11.842  |
| 2007/08 | 1.517.863 | 11.243  |
| 2008/09 | 1.671.781 | 12.384  |
| 2009/10 | 1.900.177 | 14.075  |
| 2010/11 | 1.740.751 | 12.894  |
| 2011/12 | 1.755.073 | 13.001  |
| 2012/13 | 1.684.804 | 12.480  |
| 2013/14 | 1.721.729 | 12.754  |
| 2014/15 | 1.804.914 | 13.370  |
| 2015/16 | 1.837.427 | 13.611  |
| 2016/17 | 2.033.805 | 15.065  |
| 2017/18 | 1.912.301 | 14.165  |
| 2018/19 | 1.958.402 | 14.507  |
| 2019/20 | 1.032.509 | 13.237  |
| 2020/21 | 16.866    | 135     |
| 2021/22 | 1.947.439 | 12.564  |
| 2022/23 | 1.457.485 | 13.250  |